# Ковачев, Никола (футболист)
Никола́ Дими́тров Кова́чев (болг. Никола Димитров Ковачев; 4 июня 1934, Благоевград — 26 ноября 2009, София) — болгарский футболист и футбольный тренер; играл на позиции защитника. Бронзовый призёр Олимпийских игр 1956 года. Заслуженный мастер спорта Болгарии (1962).

## Биография

### Клубная карьера
Ковачев начинал карьеру в клубе «Пирин», в котором отыграл четыре сезона.
Затем он перешёл в «Ботев», отыграв один сезон в котором, перешёл в софийский ЦСКА. С «армейцами» Ковачев становился 7 раз чемпионом Болгарии и выиграл 2 Кубка страны. Завершил карьеру в этом же клубе по окончании сезона 1965/66 в возрасте 31 года.

### Карьера в сборной
В составе сборной Болгарии принимал участие на Олимпиаде 1956 года и Олимпиаде 1960 года, завоевав в 1956 году в составе сборной бронзовые медали.
Был основным игроком сборной на чемпионате мира 1962 года, на котором сыграл в двух матчах. Всего за сборную Болгарии сыграл в 46 матчах, в которых забил 2 гола.

### Карьера тренера
Завершив футбольную карьеру, вошёл в тренерский штаб софийского ЦСКА (1967—1973), а в 1974 году стал главным тренером «армейцев». Затем он работал главным тренером ряда команд, в том числе «Черно море», «Пирина» и «Эносиса».

### Смерть
Скончался 26 ноября 2009 года в возрасте 74 лет.

## Достижения
ЦСКА (София)
- Чемпион Болгарии (7): 1957, 1958, 1958/1959, 1959/1960, 1960/1961, 1961/1962, 1965/1966

- Обладатель Кубка Болгарии (2) : 1961, 1965

- Чемпион Спартакиады дружественных армий: 1958

 Болгария
- Бронзовый призёр Олимпийских игр (1) : 1956